# Орден Адольфа Нассау
Гражданский и военный орден заслуг Адольфа Нассауского (Ordre d’Adolphe de Nassau) — государственная награда Великого герцогства Люксембург. Первоначально был создан Адольфом Нассауским как орден герцогства Нассау и назван в честь его тезки, Адольфа, графа Нассау-Вельбургского, единственного представителя дома Нассау, бывшего королём Германии. После аннексии герцогства Пруссией в 1866 году орден прекратил вручаться, но был возрожден в 1890 году, когда Адольф стал великим герцогом люксембургским, как государственная награда.

## Критерии
«Гражданский и военный орден заслуг Адольфа Нассауского вознаграждает, помимо глав государств, тех, кто плодотворно служит Герцогу, Дому герцога и Люксембургу, равно как и за верность Герцогу и его Дому. Также орден отмечает заслуги тех, кто достиг успеха в науках и искусствах, как жителей Люксембурга, так и иностранцев, как символ признания.»
Все степени ордена жалуются указом Герцога, скрепленным канцлером ордена. В случае иностранных граждан требуется согласие их собственного правительства.
Орден также используется в качестве дипломатического. Во Второй Мировой войне орден вручался офицерам союзников, участвовавшим в освобождения Люксембурга, однако из-за небольшого размера герцогства и отсутствия на его территории крупных военных действий, это происходило много реже, чем в случае с наградами других стран.

### Принцы и принцессы люксембургские
Статут ордена указывает, что принцы и принцессы герцогского дома обладают большим крестом с рождения, но не носят его до совершеннолетия.

## Степени и знаки

### Степени
Орден имеет восемь степеней, а также два креста и три медали:
1. Большой крест — звезда с короной на ленте через правое плечо и знак на левой стороне груди (военная версия имеет два скрещенных меча).
2. Гранд-офицер — звезда на шейной ленте и знак на левой стороне груди.
3. Командор короны — знак с короной на шейной ленте.
4. Командор/Почетный крест для дам — мужчины носят знак на шейной ленте; женщины носят знак с короной (чуть меньше чем у командора с короной) на банте из ленты на левой стороне груди.
5. Офицер короны — знак с короной на ленте с розеткой на левой стороне груди.
6. Офицер — знак на ленте с розеткой на левой стороне груди.
7. Рыцарь короны — знак с короной на ленте на левой стороне груди.
8. Рыцарь — знак на ленте на левой стороне груди.
9. Кресты в золоте и серебре — крест ленте на левой стороне груди.
10. Медали в золоте, серебре и бронзе — медаль на ленте на левой стороне груди.

| Планки        | Планки       | Планки          | Планки                           |
| ------------- | ------------ | --------------- | -------------------------------- |
| Большой крест | Гранд-офицер | Командор короны | Командор/ Почетный крест для дам |
| Офицер короны | Офицер       | Рыцарь короны   | Рыцарь                           |

Члены могут принадлежать к военному и гражданскому отделению ордена. Великий герцог является магистром ордена.

### Знаки
- Знак ордена представляет собой золотой мальтийский крест, покрытый белой эмалью, с раздвоенными концами и золотыми жемчужинами на вершине. Центральный диск несет в центре букву «А» готическим шрифтом с имперской короной, окруженную золотым лавровым венком на голубом эмалированном фоне с девизом «Virtute» золотыми буквами. Другая сторона несет цифры «1292» (год, когда Адольф Нассауский стал королём) и «1858»(год основания ордена) на белом эмалированном фоне. Военное отделение несет также скрещенные мечи под центральным медальоном. Степени с короной несут также золотую корону над знаком.
- Звезда гражданского отделения является (для большого креста) серебряной восьмиугольной звездой или (для гранд-офицера) мальтийским крестом с серебряными лучами между лучами креста. Центральный диск тот же, что и у знака. У военного отделения под центральным медальоном также присутствуют скрещенные серебряные мечи с золотыми рукоятями.
- Крест имеет ту же форму что и знак, но не покрыт эмалью.
- Медаль круглая, с портретом Адольфа Нассауского.
- Лента муаровая темно-синяя с желтыми полосами по краям.